# سیارک ۵۵۳۵
سیارک ۵۵۳۵ (به انگلیسی: 5535 Annefrank، نامگذاری:1942EM) پنج هزار و پانصد و سی و پنجمین سیارک کشف شده‌است که در ۲۳ مارس ۱۹۴۲ و در هایدلبرگ کشف شد.
قدر مطلق سیارک برابر ۱۴٫۲۰ است.